# 反函数定理
数学分析中，反函数定理（英語：Inverse function theorem）给出了向量值函数在含有定义域中一点的开区域内具有反函数的一個充分条件。對滿足該條件的函數，该定理斷言其反函数的全导数存在，并给出了一个公式。反函数定理可以推广到定义在流形上、以及定义在无穷维巴拿赫空间（和巴拿赫流形）上的映射。大致地说，C1函数F在点p可逆，如果它的雅可比矩阵 {\displaystyle J_{F}(p)} 可逆。

## 定理的表述
對單變量函數 {\displaystyle f:\mathbb {R} \rightarrow \mathbb {R} } ，反函數定理說明如果 {\displaystyle f} 在點 {\displaystyle a} 連續可導且其導數不為零，那麼存在一個包含 {\displaystyle a} 的開區間 {\displaystyle U} 使得 {\displaystyle f} 在 {\displaystyle U} 上是一個單射。其反函數 {\displaystyle f^{-1}} 在 {\displaystyle b=f(a)} 處連續可導，反函數在 {\displaystyle b} 處的導數為
{\displaystyle (f^{-1})'(b)={\frac {1}{f'(a)}}={\frac {1}{f'(f^{-1}(b))}}}。
然而該條件並不是必需的，函數 {\displaystyle f(x)=x^{3}} 在 {\displaystyle a=0} 處導數值為零，但存在反函數 {\displaystyle f^{-1}(x)={\sqrt[{3}]{x}}}。然後這種情況下 {\displaystyle f^{-1}} 在 {\displaystyle b=f(a)} 處不可導，否則由链式法则可得 {\displaystyle 1=(f\circ f^{-1})'(b)=f'(a)(f^{-1})'(b)} ，代表 {\displaystyle f'(a)} 將不等於零。
對多變量函數，该定理说明如果从 {\displaystyle \mathbb {R} ^{n}} 的一个开集U到 {\displaystyle \mathbb {R} ^{n}} 的连续可微函数F的全微分在点p可逆（也就是说，F在点p的雅可比行列式不为零），那么F在点p的附近具有反函数。也就是说，在F(p)的某个邻域内，F的反函数存在。而且，反函数F -1也是连续可微的。在无穷维的情况中，需要弗雷歇导数在p附近具有有界的反函数。
最后，定理说明：
{\displaystyle J_{F^{-1}}(F(p))=[J_{F}(p)]^{-1}}
其中{\displaystyle [\cdot ]^{-1}}表示逆矩阵，而{\displaystyle J_{G}(q)}是函数G在点q的雅可比矩阵。
这个公式还可以从链式法则推出。链式法则说明，如果G和H是两个函数，分别在H(p)和p具有全导数，那么：
{\displaystyle J_{G\circ H}(p)=J_{G}(H(p))\cdot J_{H}(p).}
设G为F，H为F -1，{\displaystyle G\circ H}就是恒等函数，其雅可比矩阵也是单位矩阵。在这个特殊的情况中，上面的公式可以对{\displaystyle J_{F^{-1}}(F(p))}求解。注意链式法则假设了函数H的全导数存在，而反函数定理则证明了F−1在点p具有全导数。
F的反函数存在，等于是说方程组yi = Fj(x1,...,xn)可以对x1，......，xn求解，如果我们把x和y分别限制在p和F(p)的足够小的邻域内。

## 例子
考虑从 {\displaystyle \mathbb {R} ^{2}} 到 {\displaystyle \mathbb {R} ^{2}} 的向量值函数，定义为：
{\displaystyle \mathbf {F} (x,y)={\begin{bmatrix}{e^{x}\cos y}\\{e^{x}\sin y}\\\end{bmatrix}}.}
那么雅可比矩阵为：
{\displaystyle J_{F}(x,y)={\begin{bmatrix}{e^{x}\cos y}&{-e^{x}\sin y}\\{e^{x}\sin y}&{e^{x}\cos y}\\\end{bmatrix}}}
其行列式为：
{\displaystyle \det J_{F}(x,y)=e^{2x}\cos ^{2}y+e^{2x}\sin ^{2}y=e^{2x}.\,\!}
由於行列式 {\displaystyle e^{2x}} e2x处处不为零，根据反函数定理， {\displaystyle \mathbb {R} ^{2}} 中的任意点p都存在个邻域，使得在这个邻域内F具有反函数。

## 方法和证明
作为一个重要的结果，反函数定理已经有许多证明。在教科书中最常见的证明依靠了压缩映射原理，又称为巴拿赫不动点定理。（这个定理还可以用于证明常微分方程的存在性和唯一性）。由于这个定理在无穷维（巴拿赫空间）的情形也适用，因此它可以用来证明反函数定理的无穷维形式（参见下面的“推广”）。
另外一个证明（只在有限维有效）用到了紧集上的函数的极值定理。
还有一个证明用到了牛顿法，它的好处是提供了定理的一个有效的形式。也就是说，给定函数的导数的特定界限，就可以估计函数可逆的邻域的大小。

## 推广

### 流形
反函数定理可以推广到可微流形之间的可微映射。在这个情形中，定理说明对于可微映射F : M → N，如果F的导数
(dF)p : TpM → TF(p)N
在M内的某个点p是线性同构，那么存在p的一个开邻域U，使得：
F|U : U → F(U)
是微分同胚。注意这意味着M和N的维数必须相同。
如果F的导数在M内的所有点p都是同构，那么映射F就是局部微分同胚。

### 巴拿赫空间
反函数定理还可以推广到巴拿赫空间之间的可微映射。设X和Y为巴拿赫空间，U是X内的原点的一个开邻域。设F : U → Y连续可微，并假设F在点0的导数(dF)0 : X → Y是从X到Y的有界线性同构。那么在Y内存在F(0)的一个开邻域V，以及一个连续可微的映射G : V → X，使得对于V内的所有y，都有F(G(y)) = y。而且，G(y)是方程F(x) = y的唯一足够小的解x。
在函数是X和Y之间的双射的简单情况中，函数具有连续的反函数。这可以从开映射定理立即推出。

### 巴拿赫流形
在巴拿赫流形的反函数定理中，可以把上面的两个推广结合起来。

### 常秩定理
反函数定理（以及隐函数定理）可以视为常秩定理的特殊情况，它说明在某个点局部常秩的光滑映射可以化为该点附近的特定的正规形式。当F的导数在点p可逆时，它在p的邻域也可逆，因此导数的秩是常数，故可以使用常秩定理。